# Spazio (matematica)
In matematica il termine spazio è ampiamente utilizzato e si collega ad un concetto estremamente importante e generale. Il termine spazio compare nei nomi di svariate strutture algebriche e/o topologiche (in genere continue e di interesse per la geometria, ma anche discrete) le quali hanno in comune il fatto di costituire l'ambiente entro il quale si costruiscono o si definiscono strutture più specifiche (figure, forme, politopi, superfici, ecc.).

## Descrizione
In matematica dunque si incontrano strutture e specie di "strutture spaziali" che presentano un insieme sostegno ai cui elementi si danno spesso nomi come punti o vettori. Su tali elementi si individuano sottoinsiemi, funzioni, operazioni e relazioni che devono soddisfare determinate richieste. 
Il primo spazio, dal punto di vista storico e dell'uso, è lo spazio euclideo tridimensionale, la struttura che fornisce il modello per l'ambiente nel quale si colloca la nostra vita quotidiana e che è servito allo sviluppo della meccanica classica (newtoniana). Nella teoria della relatività ristretta di Einstein esso viene sostituito dalla struttura ottenuta con l'aggiunta del tempo, lo spazio a 4 dimensioni detto spazio di Minkowski. Una specie di strutture tra le più generali è quella di spazio topologico; in particolari spazi topologici si studiano le geometrie non euclidee e la relatività generale. 
Altri spazi sono utilizzati dall'analisi funzionale e dalla teoria della probabilità. Molti degli spazi che sono stati via via introdotti sono stati indicati con il nome del loro scopritore; tale consuetudine, però, ha ostacolato l'uso di nomi più adatti a manifestare le caratteristiche delle strutture.

### Esempi di spazi e di specie di spazi
Si veda anche il SEE ALSO: della voce Space su MathWorld.
- Spazio affine
- Spazio di Banach
- Spazio di Calabi-Yau
- Spazio euclideo
- Spazio di Finsler
- Spazio di Fréchet
- Spazio di funzioni
- Spazio di Hilbert
- Spazio di Kolmogorov
- Spazio di Lobachevski
- Spazio metrico
- Spazio di misura
- Spazio normato
- Spazio di probabilità
- Spazio di Riemann
- Spazio proiettivo
- Spazio simplettico
- Spazio di prossimità
- Spazio topologico
- Spazio di Tychonoff
- Spazio uniforme
- Spazio di Urysohn
- Spazio vettoriale
- Spazio vettoriale topologico